# BMX трке
 (енгл. Bicycle Moto-cross (X)) је теренски бицикл прилагођен за трке и разне трикове. Настао је у Калифорнији 1960их по угледу на кросерице, теренске мотоцикле са врло популарним кружним тркама (мото-крос трке).
Ова врста бицикала је делимично изгубила на популарности током 1990их услед експанзије брдског бицикла (моунтибајка). У протеклих неколико година, популарност поново расте.
BMX бицикли су нарочито популарни код младих који са оваквим бициклима возе по улицама градова, бајк парковима, а и ван уређених терена. Практичан за разне акробације, јер је рам бицикла мањих димензија.

## као олимпијска дисциплина
29. јуна 2003. Олимпијски комитет МОК уврстио је BMX бициклизам међу олимпијске дисциплине. Први пут ће бити укључена на Олимпијским играма у Пекингу 2008. Трке ће бити на 350 метара дугом кружном полигону.